# We Wait and We Wonder
We Wait and We Wonder is een nummer van de Britse muzikant Phil Collins uit 1994. Het is de derde en laatste single van zijn vijfde soloalbum Both Sides.
In "We Wait and We Wonder" stelt Collins zinloos geweld aan de kaak, en de onschuldige mensen die daarbij om het leven komen. Het nummer werd een kleine hit in het Verenigd Koninkrijk, waar het de 45e positie bereikte. In het Nederland bereikte het de Top 40 of Tipparade niet, wel kwam het tot de 36e positie in de Single Top 100.

## Tracklijst
- 7"

1. "We Wait And We Wonder" - 5:46
2. Hero" - 4:45